# Drancy – Bobigny (stanice metra v Paříži)
Drancy – Bobigny je plánovaná stanice pařížského metra, která se bude nacházet na lince 15 ve městě Drancy v departementu Seine-Saint-Denis. Má být otevřena do roku 2031 a bude sloužit zejména nemocnici Avicenne ve městě Bobigny.

## Vývoj
O názvu stanice bylo rozhodnuto v roce 2022, kdy veřejnost vybírala mezi dvěma návrhy: Hôpital Avicenne a Drancy – Bobigny.